# Some Say
Some Say — третій сингл з альбому «Chuck» канадської панк-рок-групи Sum 41. Кліп на пісню вийшов лише в Канаді та Японії.

## Список пісень

### Promo CD
- Some Say
- Some Say (кліп)

## Виконавці
- Деррік «Bizzy D» Уіблі — гітара, вокал
- Дейв «Brownsound» Бекш (Dave Baksh) — гітара, бек-вокал
- Джейсон «Cone» МакКеслін — бас-гітара, бек-вокал
- Стів «Stevo32» Джокс — ударні, бек-вокал